# Huawei Y5
Huawei Y5 es un teléfono inteligente de la compañía de telecomunicaciones china Huawei. El lanzamiento del teléfono inteligente funcionó bajo el control del sistema operativo de Google Android 5.1 Lollipop. El dispositivo ha sido equipado con comunicación 4G LTE. El teléfono inteligente tiene un chipset Qualcomm MSM8909 Snapdragon 210, un procesador de cuatro núcleos, (cada núcleo funciona a una frecuencia de 1,1 Ghz), y el chip de gráficos Adreno 306 la batería reemplazable de polímero de litio tiene una capacidad de 2000 mAh. Además el Huawei Y5 tiene un acelerómetro incorporado. Esta equipado con dispositivo de lector de tarjetas de memoria microSD. El teléfono tiene una pantalla táctil de TFT LCD capacitiva con una diagonal de 4,5 y una resolución de 480 x 854 píxeles.